# David Oyedepo
David Oyedepo, de son nom complet David Olaniyi Oyedepo, né le 27 septembre 1954 à Osogbo (Nigeria), est un pasteur et prédicateur nigérian, fondateur de l'Église Living Faith Church Worldwide et pasteur principal du Faith Tabernacle à Ota, dans l'État d'Ogun, Lagos au Nigeria. L'église est également connue sous le nom de Winners' Chapel International ou (Chapelle des Vainqueurs en français). 
David Oyedepo est l'un des pasteurs les plus riches du monde, et le plus riche d'Afrique.

## Biographie

### Jeunesse et formation
David Oyedepo est né le 27 septembre 1954. Son père est musulman et sa mère est chrétienne evangélique. Il obtient un diplôme en architecture de la Kwara State Polytechnic (en) au Nigéria, puis débute brièvement une carrière dans la fonction publique, au sein du ministère fédéral du logement. Il est également titulaire d’un doctorat en développement humain décerné par l’université de Honolulu, à Hawaï (États-Unis).

### Conversion
David Oyedepo se convertit au christianisme en 1969. Selon ses déclarations, il aurait reçu une révélation divine en 1981, l’invitant à libérer l’humanité de l’emprise du diable,,.

### Vie privée
David Oyedepo est marié l’ancienne Miss Florence Abiola Akano, aujourd’hui connue sous le nom de Pasteure Faith Abiola Oyedepo, qu'il a rencontré à l’âge de 22 ans dans une gare routière. Le couple s'est marié en 1982 et a eu quatre enfants :  David Jr., Isaac, Love et Joy,.

## Ministère

### Living Faith Church Worldwide
Le ministère de David Oyedepo débute en 1981 et connaît une croissance rapide,. Le pasteur Enoch Adeboye l'ordonne pasteur en 1983. En 1988, Oyedepo a été ordonné évêque par son mentor l’archevêque Benson Idahosa.
Son ministère, dénommé Living Faith Church Worldwide ou Winners' Chapel International (Chapelle des Vainqueurs en français) est officiellement crée le 11 décembre 1983,. L'église principale, Faith Tabernacle (Tabernacle de la Foi) est bâtie en l'espace d'une année et est inaugurée en décembre 1998. Elle  rassemble un peu plus de 50 000 fidèles. Son siège, situé à Ota, dans l'État d'Ogun, dans la ville de Lagos au Nigéria, accueille des cultes de masse et dispose d’une infrastructure considérée comme la plus grande du monde,,,. Le Livre Guinness des records le liste comme l’auditorium d’église le plus grand au monde en termes de capacité d’accueil (50 400 sièges),,.
David Oyedepo est en train de faire construire The Ark (l'Arche), un auditorium de 109 000 places qui deviendra le plus grand au monde,.

### Enseignement
Le ministère s’inscrit dans le courant évangélique pentecôtiste et charismatique ,. Il adhère notamment à des pratiques telles que les guérisons par imposition des mains et le parler en langues lors des cultes. 
Défenseur du mouvement de l'évangile de prospérité, David  Oyedepo affirme que « la pauvreté est un péché » et insiste sur la nécessité de planification, de discipline et de foi pour réussir. Il encourage ses fidèles à rejeter cette précarité, déclarant que chaque croyant est né pour  « construire des tours », à condition de réfléchir et d’agir avec méthode.  

### Présence mondiale
L’organisation religieuse qu’il dirige est implantée dans plus de 40 pays, dont plusieurs en Afrique, ainsi qu’aux Émirats arabes unis (Dubaï), au Royaume-Uni et aux États-Unis et compte des milliers d'églises,,.

## Entreprenariat et fortune
David Oyedepo est l’un des pasteurs les plus riches au monde, avec une fortune estimée en 2011 à 150 millions $ selon le magazine Forbes,. Il entreprend dans de nombreux secteurs d'activités. Il possédait quatre jets privés dont un Gulfstream V d'une valeur estimée à 35 millions $, mais aurait pris la décision d’en vendre deux, des résidences en Angleterre et aux États-Unis, une maison d'édition Dominion Publishing House (diffusant notamment ses nombreux ouvrages religieux), une université privée créée en 2004 (université de l'Alliance), des écoles (Faith Academy, lycée d'élite), des restaurants, banques, station essence et une usine d’eau en bouteille,.

## Publications
David Oyedepo a écrit plus de 90 livres, largement diffusés à l’échelle mondiale, dont la majorité ont été traduits dans des langues telles que le français, le chinois et l’espagnol. Ensemble, ses publications totalisent plus de vingt millions d’exemplaires en circulation.